# Полонбаш
Полонбаш — река в России, протекает в Вологодском районе Вологодской области. Устье реки находится в 26 км по левому берегу реки Ёма. Длина реки составляет 18 км.
Исток Полонбаша находится на Вологодской возвышенности близ границы с Грязовецким районом западнее нежилой деревни Гаврильцево (Спасское сельское поселение) в 9 км к западу от посёлка Перьево и в 25 км к юго-западу от Вологды.
Река течёт по ненаселённой лесной местности на север, параллельно Ёме, 1-2 километрами западнее. В междуречье Полонбаша и Ёмы находятся несколько нежилых деревень Спасского сельского поселения. Впадает в Ёму двумя километрами выше деревни Новое, за два километра до устья слева в Полонбаш впадает крупнейший приток — Полонбашка.

## Данные водного реестра
По данным государственного водного реестра России относится к Двинско-Печорскому бассейновому округу, водохозяйственный участок реки — Северная Двина от начала реки до впадения реки Вычегда, без рек Юг и Сухона (от истока до Кубенского гидроузла), речной подбассейн реки — Сухона. Речной бассейн реки — Северная Двина.
По данным геоинформационной системы водохозяйственного районирования территории РФ, подготовленной Федеральным агентством водных ресурсов:
- Код водного объекта в государственном водном реестре — 03020100312103000006530
- Код по гидрологической изученности (ГИ) — 103000653
- Код бассейна — 03.02.01.003
- Номер тома по ГИ — 03
- Выпуск по ГИ — 0